# De Crăciun (cântec de Mandinga)
De Crăciun este cel de-al doilea și ultimul single extras de pe albumul Soarele meu, al formației de origine română, Mandinga. Cântecul a beneficiat de un videoclip, care a primit difuzări slabe în cadrul posturilor de televiziune.